# Luftseilbahn Niederurnen-Morgenholz

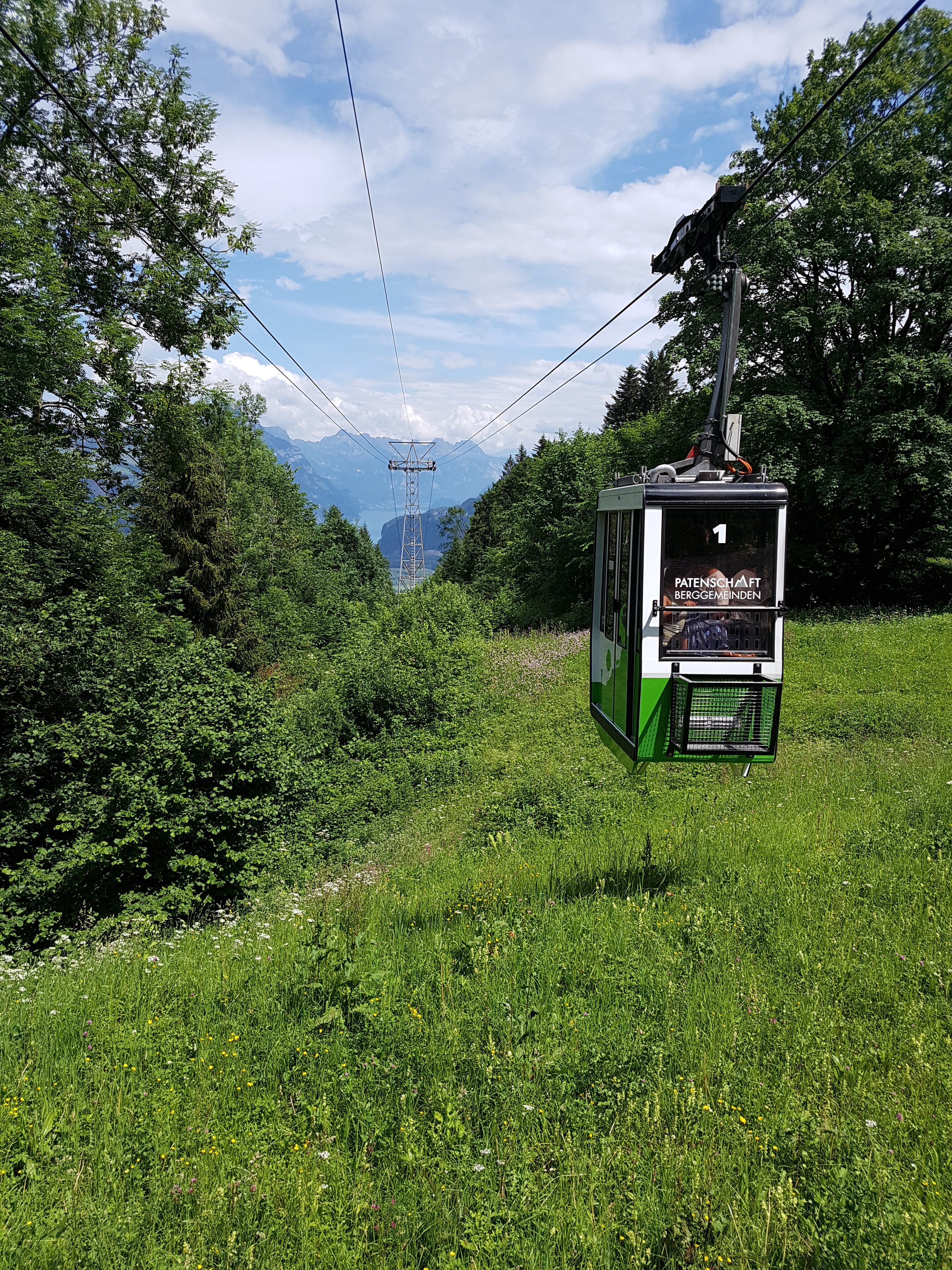
Gondel kurz vor der Bergstation

Die Luftseilbahn Niederurnen-Morgenholz (LNM) ist eine 1965 erstellte Luftseilbahn im Schweizer Kanton Glarus.
Die LNM hat eine grün-weisse Kabine und eine weisse Kabine, auf der eine 7000 abgebildet ist. Sie verbindet Niederurnen mit dem Morgenholz im Niederurnertal. Die Talstation Planggli befindet sich auf 460 m ü. M. und die Bergstation auf 983 m ü. M. Die genau Ost–West ausgerichtete Seilbahn ist 2099 m lang und befördert mit einer Geschwindigkeit von 4,5 m/s pro Stunde maximal 48 Personen. Die Kabinen fassen 8 Personen und verkehren nach Fahrplan. Auf der Website sind Preise und Wanderrouten ersichtlich.